# 1990 у хокеї з шайбою
Нижче наведені хокейні події 1990 року у всьому світі.

## Головні події
На чемпіонаті світу в Берні та Фрібурі золоті нагороди здобула збірна СРСР.
У фіналі кубка Стенлі «Едмонтон Ойлерс» переміг «Бостон Брюїнс».

## Національні чемпіони
- Австрія: «Фельдкірх»

- Болгарія: «Левскі-Спартак» (Софія)
- Велика Британія: «Кардіфф Девілс»
- Данія: «Редовре»
- Італія: «Больцано»
- Нідерланди: «Роттердам Пандас»
- НДР: «Динамо» (Вайсвассер)
- Норвегія: «Фурусет» (Осло)
- Польща: «Полонія» (Битом)
- Румунія: «Стяуа» (Бухарест)
- СРСР: «Динамо» (Москва)
- Угорщина: «Лехел»
- Фінляндія: ТПС (Турку)
- Франція: «Руан»
- ФРН: «Дюссельдорф»
- Чехословаччина: «Спарта» (Прага)
- Швейцарія: «Лугано»
- Швеція: «Юргорден» (Стокгольм)
- Югославія: «Медвешчак» (Загреб)

## Переможці міжнародних турнірів
- Кубок європейських чемпіонів: ЦСКА (Москва, СРСР)
- Турнір газети «Известия»: збірна СРСР
- Кубок Шпенглера: «Спартак» (Москва, СРСР)
- Кубок Татр: «Слован» (Братислава, Чехословаччина)
- Кубок Тампере: «Юргорден» (Стокгольм, Швеція)